# Premio Pólya (SIAM)
Este artículo es sobre el Pólya Premio otorgado por la Sociedad de Matemáticas Aplicadas e Industriales. Para el premio otorgado por la Sociedad Matemática de Londres, véase el Premio Pólya (LMS).
El Premio Pólya es un premio en matemáticas, otorgado por la Sociedad de Matemáticas Aplicadas e Industriales. Entregado por vez primera en 1969, el premio recibe el nombre del matemático húngaro George Pólya. Ahora es otorgado en los años pares. 
El Premio George Pólya se otorga cada dos años, alternativamente en dos categorías:
1. Para una notable aplicación de la teoría combinatoria.
2. Una notable contribución en otra área de interés para George Pólya como la teoría de aproximación, análisis complejo, teoría de números, polinomios ortogonales, la teoría de la probabilidad, o el descubrimiento y el aprendizaje matemáticos.

El premio está destinado a reconocer ampliamente los recientes trabajos específicos. El comité del Premio puede eventualmente considerar la posibilidad de un premio por el trabajo acumulado, pero este tipo de premios debería ser raro.

## Galardonados
- 1971 Ronald L. Graham, K. Leeb, B. L. Rothschild, A. W. Hales, y R. I. Jewett
- 1975 Richard P. Stanley, Endre Szemerédi, y Richard M. Wilson
- 1979 László Lovász
- 1983 Anders Björner y Paul Seymour
- 1987 A. C. Yao
- 1992 Gil Kalai y Saharon Shelah
- 1994 Gregory Chudnovsky y Harry Kesten
- 1996 Jeffry Ned Kahn y David Reimer
- 1998 Percy Deift, Xin Zhou, y Peter Sarnak
- 2000 Noga Alon
- 2002 Craig A. Tracy y Harold Widom
- 2004 Neil Robertson y Paul Seymour
- 2006 Gregory F. Lawler, Oded Schramm, Wendelin Werner
- 2008 Van H. Vu
- 2010 Emmanuel Candès y Terence Tao
- 2012 Vojtěch Rödl y Mathias Schacht
- 2014 Adam Marcus, Daniel Spielman y Nikhil Srivastava
- 2016 Jozsef Balogh, Robert Morris, y Wojciech Samotij, David Saxton y Andrew Thomason
- 2018 No entregado
- 2021 Assefaw Gebremedhin, Fredrik Manne, Alex Pothen
- 2022 Antti Kupiainen, Rémi Rhodes, Vincent Vargas